# Orlando Rojas Feliz
Orlando Rojas Feliz (L'Havana, Cuba, 1950) és un guionista i director de cinema cubà. Es va llicenciar en Llengua i Literatura Franceses per la Universitat de l'Havana. Del 1970 al 1972 va participar com a membre del Consell de Direcció de la revista de cinema de la universitat Arte 7, en qualitat de crític.
El 1975 comença a treballar a l'ICAIC com a assistent d'edició i posteriorment com a director assistent de la mà de Tomás Gutiérrez Alea i Humberto Solás. Va col·laborar en els guions dels films Rancheador, de Sergio Giral; Cantata de Chile, d'Humberto Solás i Los sobrevivientes, de Tomás Gutiérrez Alea.
En 1979, realitza el seu primer documental i en 1985 el seu primer llargmetratge de ficció: Una novia para David. El 1989 va dirigir Papeles secundarios, aclamada unànimement per la crítica especialitzada com el millor film cubà de la dècada i va representar Cuba a l'Oscar a la millor pel·lícula de parla no anglesa. Va rebre el Premi Coral al millor guió inèdit, al XVI Festival Internacional del Nou Cinema Llatinoamericà de l'Havana (1994), amb el guió Cerrado por reformas.
Ha estat membre del Jurat als Festivals Internacionals de Moscou, Leipzig, Bilbao, Damasc i l'Havana. Actualment resideix a la ciutat de Miami.

## Filmografia
Com a assistent de direcció
- El enemigo principal (Jorge Sanjinés) 1973.
- Venezuela tres tiempos (Carlos Rebolledo) 1973.
- Querer y poder (Sergio Giral) 1973.
- Refrigeración (Bernabé Hernández) 1973.
- La Batalla de Jigüe (Rogelio París) 1974.
- El otro Francisco (Sergio Giral) 1974.
- Cantata de Chile (Humberto Solás) 1975.
- Rancheador (Sergio Giral) 1976.
- Los sobrevivientes (Tomás Gutiérrez Alea) 1978

Com a director
- Día tras día (Doc. 20´) 1977.
- Viento del pueblo (Doc. 17´) 1979
- Mamanee (Doc. 14´) 1981
- A veces miro mi vida (Doc. 75´) 1981
- El camino de Ícaro (Doc. 16´) 1981
- Una y otra vez (Doc. 20´) 1982
- La espera (Doc. 9´) 1983
- Una novia para David (Guió i Direcció. LM. Ficc. 100´) 1985
- Papeles secundarios (LM. Ficc. 113´) 1989
- Fortuna, lo que ha querido (Ficc. 26´) 1990
- Las noches de Constantinopla (Guió i Direcció) 2001